# Albert Cambriels
Hippolyte-Albert Cambriels, född den 11 augusti 1816 i Lagrasse (Aude), död den 21 december 1891 i Alénya (Pyrénées-Orientales), var en fransk militär. 
Cambriels var vid fransk-tyska krigets utbrott brigadgeneral. Sårad och fången vid Sedan, lyckades han fly, ställde sig till Nationella försvarsregeringens förfogande och fick befälet över franska östarmén i Besançon, men lyckades inte hindra tyskarnas framträngande, varför han nedlade befälet, förmådd därtill också av tvister med Garibaldi. I början av 1871 fick han befälet över 19:e armékåren i Vierzon med uppgift att maskera Bourbakis marsch till Belforts undsättning, men måste inom kort på grund av sitt sår ånyo nedlägga befälet. År 1875 blev Cambriels kommendant för 10:e armékåren, men drog sig 1879 tillbaka till privatlivet.